# Doctor Belisario Domínguez, Las Margaritas
Doctor Belisario Domínguez är en ort i Mexiko.   Den ligger i kommunen Las Margaritas och delstaten Chiapas, i den sydöstra delen av landet, 800 km öster om huvudstaden Mexico City. Doctor Belisario Domínguez ligger 2 064 meter över havet och antalet invånare är 165.
Terrängen runt Doctor Belisario Domínguez är kuperad. Runt Doctor Belisario Domínguez är det ganska glesbefolkat, med 30 invånare per kvadratkilometer. Närmaste större samhälle är Yasha, 19,7 km sydväst om Doctor Belisario Domínguez. I omgivningarna runt Doctor Belisario Domínguez växer i huvudsak städsegrön lövskog.